# Paul Biedermann
Paul Biedermann, född 7 augusti 1986 i Halle (Saale) i Östtyskland, är en tysk simmare.
Sin första stora internationella framgång fick han vid Europamästerskapen 2008 i Eindhoven på 200 meter frisim då han förbättrade Michael Groß tyska rekord från 1984. Tidigare har han även utmärkt sig nationellt då han flera år vunnit de tyska mästerskapen i såväl 200 m som 400 m frisim.
Vid världsmästerskapen 2009 i Rom skördade han stora framgångar, då han raderade ut såväl Ian Thorpes världsrekord på 400 meter frisim som Michael Phelps världsrekord på 200 meter frisim vilka står sig än idag (juli 2015). Han innehar sedan 2008 också världsrekordet på 200 meter frisim i kortbana.

### Fotnoter
1. ↑  ”Paul Biedermann Bio, Stats, and Results - Olympics at Sports.reference.com”. sportsreference.com. Sportsreference. Arkiverad från originalet den 13 augusti 2011. https://web.archive.org/web/20110813205843/http://www.sports-reference.com/olympics/athletes/bi/paul-biedermann-1.html. Läst 2 december 2015.